# Wiercenia wielkośrednicowe
Wiercenia wielkośrednicowe – wiercenie otworów wiertniczych o średnicy większej od 500 mm.
Stosuje się je do :
- głębienia szybów (zwłaszcza wydobywczych i wentylacyjnych)
- głębienia studni odwadniających
- głębienia szybików geologiczno-poszukiwawczych

Wiercenie to może być wykonywane narzędziem o średnicy przyjętej w projekcie, lub rozpoczęte narzędziem o mniejszej średnicy, a potem poszerzone do założonej średnicy. 
Pierwszy otwór wielkośrednicowy odwiercono w Polsce w 1957 roku. Miał on średnicę 820 mm i głębokość 84 m.
Otwór o największej średnicy wywiercony w Polsce to 2400 mm.